# Lisa-Rut Sandbladh

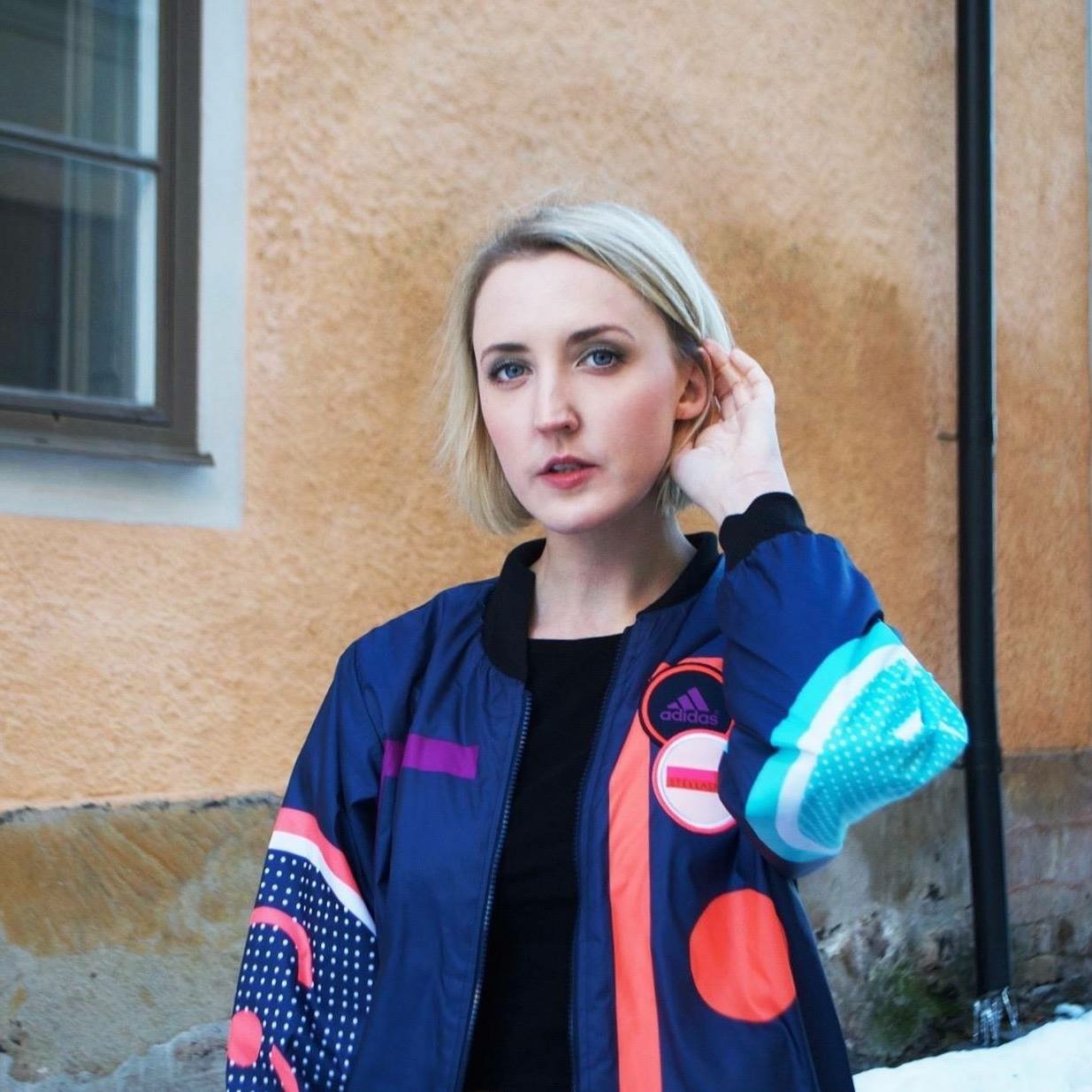
Rut Sandbladh. Fotograf: Isabelle Österlund

Lisa-Rut Amelie Sandbladh, född 1985 i Älvsbyn, Norrbotten, är en svensk sångare.
Sandbladh debuterade 2015 med singeln Säker dans och släppte 2016 EP:n Norrbotten. Genren är svensk syntpop. 
Singeln Nattdjur släpptes i maj 2017 och jullåten God jul ingen (från Palermo) i november 2017.   
Lisa-Rut Sandbladh blev nominerad till Gaffa-priset 2018 i kategorin Årets genombrott. År 2018 släppte Sandbladh låten Ett glas till tillsammans med bandet Sthlmiana. Hon deltog också i invigningen av den mansfria festivalen Statement som en av artisterna som medverkade på #metoo-låten Vad dom än säger. 2019 debuterade hon som producent med låten Min hemstad, en nytolkning av The Wannadies 90-talshit My Home Town. 